# Campylocarpon
Campylocarpon — рід грибів. Назва вперше опублікована 2004 року.

## Класифікація
До роду Campylocarpon відносять 2 види:
- Campylocarpon fasciculare
- Campylocarpon pseudofasciculare